# Arhitektura ANSI-SPARC
ANSI-SPARC je kratica za American National Standard Institute (ANSI), Standard Planning And Requirements Comitee (SPARC) in predstavlja tri-nivojsko arhitekturo podatkovne baze, katera pa nikoli ni postala standard. Opredeljuje tri nivoje:
- zunanji nivo
- konceptualni nivo
- fizični nivo

## Osnovni cilj
Osnovni cilj je ločitev izbranega uporabniškega pogleda od njegove fizične predstavitve.
Razlogi za ločitev:
- vsi uporabniki uporabljajo iste podatke in lahko spreminjajo svoje poglede
- uporabnik naj ne bi imel dostopa do fizičnih podatkov
- sprememba podatkovne strukture ne sme vplivati na uporabniške poglede,
- fizične spremembe naj nimajo vpliva na interno shemo
- administrator lahko spremeni konceptualno ali globalno strukturo ne da bi pri tem vplival na uporabnika

## Zunanji nivo
Uporabniški pogled na podatkovno bazo oziroma opis dela podatkovne baze je predstavljen z:
- entitetami
- atributi
- relacijami lastnega okolja
- različne predstavitve enakih podatkov

## Konceptualni nivo
Skupen pogled na podatkovno bazo predstavljen z:
- vsemi entitetami, relacijami in pripadajočimi atributi
- omejitvami
- semantičnimi informacijami o podatkih
- informacijami, vezanimi na varnost in integriteto

## Notranji nivo
Fizična predstavitev podatkovne baze na računalniku. Podan je opis, kako so podatki shranjeni v podatkovni bazi:
- dodelitev spomina za podatke in indekse
- opis zapisov skupaj s podatki
- enkripcijske tehnike in stiskanje podatkov

Za fizično organizacijo podatkov pa je zadolžen operacijski sistem ob podpori  SUPB.